# Szalszki járás
A Szalszki járás (oroszul: Сальский муниципальный район) Oroszország egyik járása a Rosztovi területen. Székhelye Szalszk.

## Népesség
- 1989-ben 45 908 lakosa volt.
- 2002-ben 49 343 lakosa volt.
- 2010-ben 107 795 lakosa volt, melyből 93 273 orosz, 6 568 török, 1 350 ukrán, 1 296 örmény, 601 cigány, 447 fehérorosz, 383 avar, 313 tatár, 295 azeri, 260 német, 255 ezid, 221 dargin, 190 mari, 173 koreai, 172 udin, 143 mordvin, 118 grúz, 98 moldáv, 94 kumik, 90 csecsen, 79 lezg, 63 udmurt, 62 csuvas, 48 oszét, 36 üzbég, 29 görög, 26 baskír, 26 tadzsik stb.